# Phylloscopus cebuensis
El mosquitero de Luzón (Phylloscopus cebuensis) es una especie de ave paseriforme de la familia Phylloscopidae endémica de Filipinas.

## Descripción
Mide unos 11 cm de largo. Su garganta es amarilla, su dorso es verde oliva amarillento y sus zonas inferiores son blanquecinas. Posee una larga lista superciliar.

## Distribución y hábitat
Se encuentra únicamente en el norte y centro del archipiélago filipino, específicamente en las islas de Cebú, Negros y Luzón. Su hábitat natural son los bosques y zonas aledañas hasta los 1800 m s. n. m.